# ISO/IEC 27000
ISO/IEC 27000은 ISO/IEC 27000 시리즈, 즉 현재 증가하고 있는 ISO/IEC 정보 보안 관리 시스템(ISMS) 표준 계열의 일부이다. ISO/IEC 27000은 정보기술-보안기법-정보 보안 관리 시스템-개요 및 상용구(Information technology — Security techniques — Information security management systems — Overview and vocabulary)라는 제목의 국제 표준이다.
이 표준은 국제 표준화 기구와 국제전기기술위원회의 JTC1(first Joint Technical Committee)의 소위원회 27(SC27)이 개발한 것이다.
ISO/IEC 27000은 다음을 제공한다:
- ISO/IEC 27000 계열의 ISMS 표준 전반에 대한 개요 및 소개
- ISO/IEC 27000 계열을 통해 사용되는 중요 용어나 정의를 담고있는 상용구

ISO/IEC 27000은 ITTF 웹사이트를 통해 무료로 다운로드할 수 있다.

## 같이 보기
- ISO/IEC 27000 시리즈
- ISO/IEC 27001
- ISO/IEC 27002